# Direct-gereduceerd ijzer

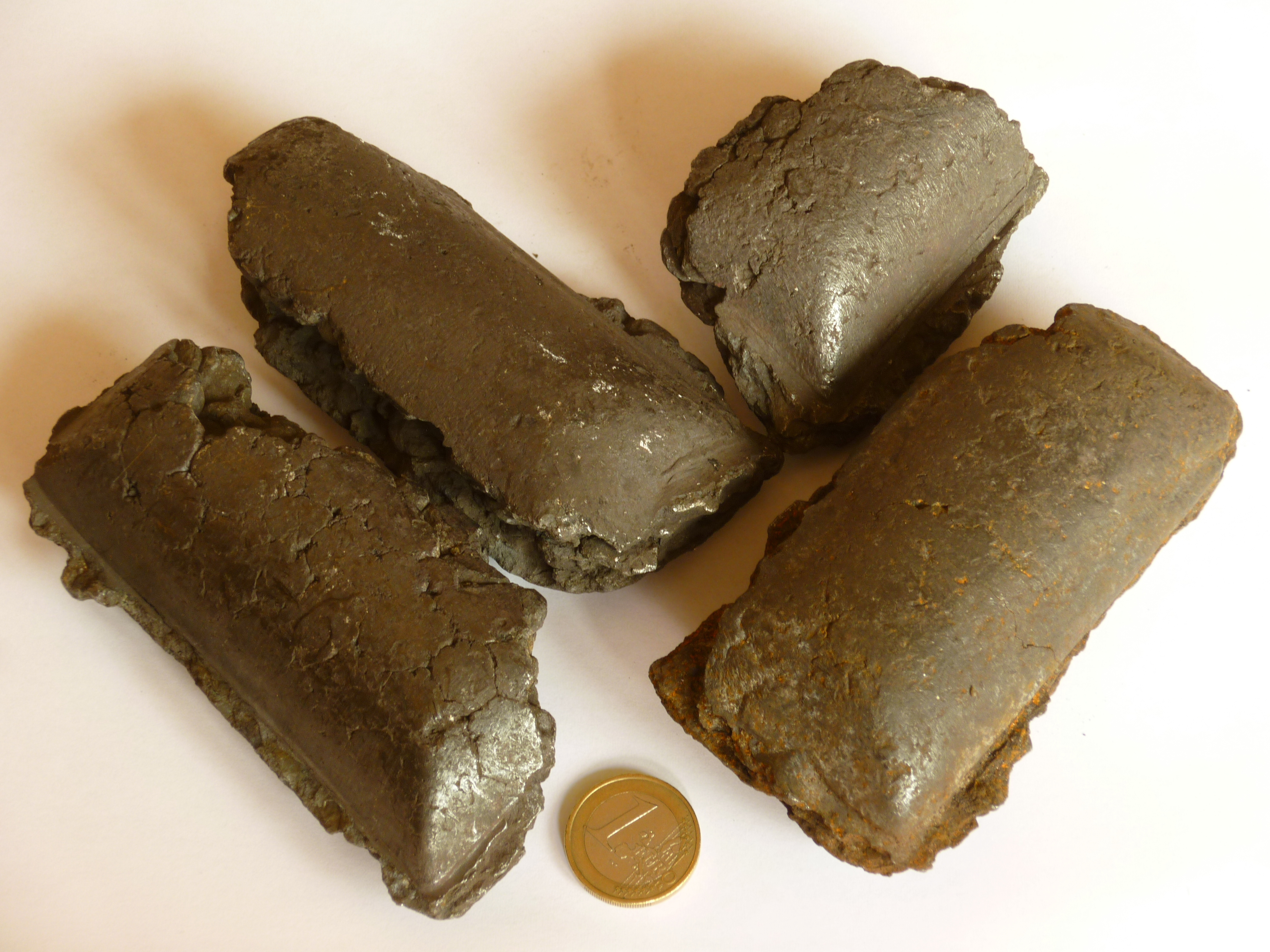
DRI broodjes naast een 1 euromunt

Direct-gereduceerd ijzer (DRI) of sponsijzer wordt geproduceerd door het rechtstreeks reduceren van ijzererts (in de vorm van blokken of pellets) door een reducerend gas uit aardgas of steenkool. Het reducerende gas is een mengsel met een meerderheid aan waterstof (H2) en koolmonoxide (CO). Het eindproduct is rijk aan poriën en wordt verder bewerkt in een vlamboogoven.
Directe reductie is een alternatieve route voor de productie van ijzer om een aantal van de problemen in de klassieke productie op te lossen. De productiemethode is succesvol toegepast in verschillende delen van de wereld op basis van een gas of steenkool gebaseerde technologie. IJzererts wordt in vaste toestand gereduceerd bij 950-1050 °C, hetzij door de reductie van gas (H2+CO) of steenkool.

## Het proces
Directe reductieprocessen kunnen grofweg in twee categorieën worden onderscheiden: op aardgas gebaseerd en op steenkool gebaseerd. In beide gevallen is het doel om de zuurstof van het ijzererts te verwijderen zonder het te smelten (onder 1200°C).
Om direct-gereduceerd ijzer te maken is veel minder brandstof nodig omdat een traditionele hoogoven niet nodig is. De kwaliteit is wel minder dan hoogovenstaal, meer het is een belangrijke grondstof voor de staalproductie met elektrische vlamboogovens.
De chemische reactie is als volgt:
Met aardgas:

## Voordelen
Directe reductieprocessen hebben als belangrijk voordeel dat de initiële investering en bedrijfskosten lager zijn dan die van geïntegreerde staalfabrieken. DRI-installaties hoeven geen onderdeel te zijn van een geïntegreerde staalfabriek, zoals kenmerkend is voor hoogovens. Het eindproduct is vast, wordt immers gemaakt onder het smeltpunt, en niet vloeibaar zoals bij een hoogoven.
Het direct-gereduceerd ijzer heeft ongeveer hetzelfde ijzergehalte als ruwijzer, doorgaans 90-94%, al is dit afhankelijk van de kwaliteit van het ijzererts. Het ijzer is een goede grondstof voor de vlamboogovens, waardoor ze lagere kwaliteit schroot kunnen gebruiken voor de rest van de lading of staal van hogere kwaliteit kunnen produceren.
Het ijzer kan in broodjes worden geperst (Engels: Hot-briquetted iron, of afgekort HBI) waardoor het eenvoudig is om op te slaan, te transporteren en te verwerken. Wanneer een staalfabriek bij de installatie staat, kan het product (Engels: Hot direct reduced iron of HDRI) ook heet als input worden gebruikt waardoor nog minder energie nodig is.
Het aardgas wat in het proces wordt gebruikt vereist geen bijzondere behandeling. De aanwezigheid van inerte gassen is geen probleem en deze hoeven dan ook niet verwijderd te worden voor het gebruik. Een nadeel is wel dat de inerte gassen een negatief effect hebben op de thermische efficiëntie van het proces en de kwaliteit van het ijzer. In 2019 werd driekwart van het direct-gereduceerd ijzer gemaakt met behulp van aardgas, en de rest met cokes. De productie met cokes is geconcentreerd in India.
In de meeste gevallen staat de DRI-installatie in de buurt van een aardgasbron, omdat het goedkoper is om het erts te verschepen dan het gas.

## Nadelen
Direct gereduceerd ijzer is zeer gevoelig voor oxidatie en roest als het onbeschermd blijft, en wordt normaal gesproken snel verder verwerkt tot staal.
Het transport van direct-gereduceerd ijzer in bulk, voornamelijk over zee, brengt een aantal niet te verwaarlozen gevaren met zich mee. Door de reactie van het ijzererts(oxide) met het reducerende gas, zal de chemisch gebonden zuurstofcomponent verwijderd worden. Dit laat een zeer poreuze structuur achter en is extreem reactief met zuurstof en kan makkelijk re-oxideren wanneer het in contact komt met lucht en/of vocht. Contact met water (en zeker zeewater) zal de oxidatie substantieel versnellen. Oxidatie is een exotherm proces, hierdoor zal er warmte gegenereerd worden. Deze opbouw van warmte zal snel gebeuren omdat door de poreuze structuur er een groot oppervlakte is dat met de atmosfeer kan reageren. Deze combinatie met zeewater en omdat DRI een slechte warmtegeleider is, zal ervoor zorgen dat er een snelle warmteopbouw van de lading kan ontstaan, zelfs bij normale temperaturen. Daarnaast kan het water reageren met het zeer hete ijzererts en waterstof produceren. Waterstof is een uiterst brandbaar gas dat een explosieve atmosfeer kan creëren.
Standaardprocedures te volgen aan boord zijn:
- Al het contact tussen het water en de lading vermijden.
- Tijdens de reis het scheepsruim injecteren met een inert gas. Zo mag de hoeveelheid zuurstof aanwezig in het scheepsruim nooit meer dan 5% van het totale volume van de lading bedragen en voor waterstof bedraagt dit 1%.[3]

DRI behandeld met een oxidatie en corrosie-remmend proces (bv passiveren) of een andere behandeling die door de bevoegde autoriteit is  goedgekeurd, mag worden vervoerd zonder het scheepsruim te inerteren.
Het gebruikte inert gas moet stikstof zijn. Als koolstofdioxide gebruikt wordt, kan deze gereduceerd worden door het hete ijzererts tot koolstofmonoxide wat zowel zeer toxisch en ontvlambaar is. De meest effectieve manier om een inerte atmosfeer te creëren is door de stikstof onderaan het scheepsruim te injecteren, zodat de aanwezige lucht naar buiten wordt geduwd.
De IMSBC-code, die sinds 1 januari 2011 de BC-code vervangt, onderscheidt drie types DRI, gebaseerd op hun potentieel gevaar. Deze zijn:
- DRI type A: Dit type is het minst reactief en gevaarlijk.
- DRI type B: Dit type is het meest reactief en gevaarlijk.
- DRI type C: Dit zijn bijproducten en alle materialen gegenereerd als bijproduct bij de productie en behandeling van DRI type A en B.

Verder bepaald de code algemene richtlijnen voor elke categorie.

## Productiestatistieken
In 2020 werd 106 miljoen ton direct-gereduceerd ijzer gemaakt. De twee grootste produceten in dat jaar waren Iran en India, hier vond 60% van de wereldproductie plaats. Mexico, Saoedi-Arabië en Egypte volgden op grote afstand met elk een jaarproductie van ongeveer vijf miljoen ton. In 2010 lag de jaarproductie op 71 miljoen ton en in 2005 op 57 miljoen ton.